# Adrian Waller
Adrian Waller (* 26. Dezember 1989 in Enfield) ist ein englischer Squashspieler.

## Karriere
Adrian Waller begann seine Karriere im Jahr 2008 und gewann bislang elf Titel auf der PSA World Tour. Seine beste Platzierung in der Weltrangliste erreichte er mit Rang 17 im November 2019. Bei den Weltmeisterschaften 2010 bis 2013 schied er stets in der ersten Runde aus. 2015 stand er für die Europameisterschaft erstmals im Kader der englischen Nationalmannschaft und wurde mit dieser Vizeeuropameister. Im Jahr darauf gehörte er beim Titelgewinn erneut zum Kader. 2017, 2019 und 2023 nahm er mit der Nationalmannschaft an der Weltmeisterschaft teil und wurde jeweils Vizeweltmeister.
Bei den Commonwealth Games 2018 gewann er im Doppel mit Daryl Selby die Silbermedaille. 2019 gewann er nochmals mit der Nationalmannschaft den Titel bei den Europameisterschaften und wiederholte diesen Erfolg 2022 und 2023 zwei weitere Male. Mit Alison Waters wurde Waller 2022 Vizeweltmeister im Mixed. Im August 2022 sicherte sich Waller bei den Commonwealth Games in Birmingham zwei Silbermedaillen. Sowohl im Doppel mit Daryl Selby als auch im Mixed mit Alison Waters hatte er im jeweiligen Finale das Nachsehen.

## Erfolge
- Vizeweltmeister mit der Mannschaft: 2017, 2019, 2023
- Vizeweltmeister im Mixed: 2022 (mit Alison Waters)
- Europameister mit der Mannschaft: 4 Titel (2016, 2019, 2022, 2023)
- Gewonnene PSA-Titel: 11
- Commonwealth Games: 3 × Silber (Doppel 2018, Doppel und Mixed 2022)